# Nokia E7-00
Le Nokia E7-00 est un téléphone mobile de type smartphone mis en marché par Nokia en 2011.